# Enrico V del Palatinato
Enrico dei Guelfi (1173 circa – Braunschweig, 28 aprile 1227) fu conte palatino del Reno col nome di Enrico V dal 6 agosto 1195 al 1213.

## Biografia
Enrico era figlio del duca Enrico il Leone, e di sua moglie Matilda di Sassonia.
Lasciò l'Inghilterra per prendere possesso della contea del Palatinato renano dopo il suo matrimonio, nel 1193, con Agnese, figlia del conte palatino Corrado Hohenstaufen. Partecipò alla crociata tedesca del 1197.
Quando il suo fratello più giovane Ottone divenne uno dei pretendenti alla corona del Sacro Romano Impero nel 1198, Enrico ne appoggiò inizialmente le pretese ma cambiò politica in seguito, appoggiando invece la causa di Filippo di Svevia.
Ereditate molte proprietà nel nord della Germania dal fratello Guglielmo nel 1213 lasciò la guida del Palatinato al figlio Enrico VI.
Enrico morì nel 1227 ed è seppellito nella cattedrale di Braunschweig.

## Matrimonio e figli
Nel 1193 sposò Agnese (1177 - 1204), figlia di Corrado Hohenstaufen. Dal matrimonio nacquero:
- Enrico (1197–1214)
- Irmingarda (m. 1260), che sposò Ermanno V di Baden
- Agnese (m. 1267), che sposò Ottone II di Baviera Wittelsbach

Verso il 1209, sposò Agnese (m. 1248), figlia di Corrado II di Lusazia, dalla quale non ebbe figli.

## Ascendenza
|                          |                    |                            | Genitori                      |  |  | Nonni |  |  | Bisnonni             |  |  | Trisnonni           |  |
|                          |                    |                            |                               |  |  |       |  |  | Enrico IX di Baviera |  |  | Guelfo I di Baviera |  |
|                          |                    |                            |                               |  |  |       |  |  | Enrico IX di Baviera |  |  | Guelfo I di Baviera |  |
|                          |                    | Giuditta di Fiandra        |                               |  |  |       |  |  | Enrico IX di Baviera |  |  |                     |  |
| Enrico X di Baviera      |                    |                            |                               |  |  |       |  |  | Enrico IX di Baviera |  |  |                     |  |
|                          |                    | Wulfhilde di Sassonia      | Magnus di Sassonia            |  |  |       |  |  |                      |  |  |                     |  |
|                          |                    | Wulfhilde di Sassonia      | Magnus di Sassonia            |  |  |       |  |  |                      |  |  |                     |  |
|                          |                    | Wulfhilde di Sassonia      | Sofia d'Ungheria              |  |  |       |  |  |                      |  |  |                     |  |
| Enrico il Leone          |                    | Wulfhilde di Sassonia      |                               |  |  |       |  |  |                      |  |  |                     |  |
|                          |                    | Lotario II di Supplimburgo | Gebeardo di Supplimburgo      |  |  |       |  |  |                      |  |  |                     |  |
|                          |                    | Lotario II di Supplimburgo | Gebeardo di Supplimburgo      |  |  |       |  |  |                      |  |  |                     |  |
|                          |                    | Lotario II di Supplimburgo | Edvige di Formbach            |  |  |       |  |  |                      |  |  |                     |  |
| Gertrude di Supplimburgo |                    | Lotario II di Supplimburgo |                               |  |  |       |  |  |                      |  |  |                     |  |
|                          |                    | Richenza di Northeim       | Enrico di Frisia              |  |  |       |  |  |                      |  |  |                     |  |
|                          |                    | Richenza di Northeim       | Enrico di Frisia              |  |  |       |  |  |                      |  |  |                     |  |
|                          |                    | Richenza di Northeim       | Gertrude di Brunswick         |  |  |       |  |  |                      |  |  |                     |  |
| Enrico V del Palatinato  |                    | Richenza di Northeim       |                               |  |  |       |  |  |                      |  |  |                     |  |
|                          | Goffredo V d'Angiò | Folco V d'Angiò            |                               |  |  |       |  |  |                      |  |  |                     |  |
|                          | Goffredo V d'Angiò | Folco V d'Angiò            |                               |  |  |       |  |  |                      |  |  |                     |  |
|                          | Goffredo V d'Angiò | Eremburga del Maine        |                               |  |  |       |  |  |                      |  |  |                     |  |
| Enrico II Plantageneto   | Goffredo V d'Angiò |                            |                               |  |  |       |  |  |                      |  |  |                     |  |
|                          |                    | Imperatrice Matilda        | Enrico I d'Inghilterra        |  |  |       |  |  |                      |  |  |                     |  |
|                          |                    | Imperatrice Matilda        | Enrico I d'Inghilterra        |  |  |       |  |  |                      |  |  |                     |  |
|                          |                    | Imperatrice Matilda        | Matilde di Scozia             |  |  |       |  |  |                      |  |  |                     |  |
| Matilde d'Inghilterra    |                    | Imperatrice Matilda        |                               |  |  |       |  |  |                      |  |  |                     |  |
|                          |                    | Guglielmo X d'Aquitania    | Guglielmo IX di Aquitania     |  |  |       |  |  |                      |  |  |                     |  |
|                          |                    | Guglielmo X d'Aquitania    | Guglielmo IX di Aquitania     |  |  |       |  |  |                      |  |  |                     |  |
|                          |                    | Guglielmo X d'Aquitania    | Filippa di Tolosa             |  |  |       |  |  |                      |  |  |                     |  |
| Eleonora d'Aquitania     |                    | Guglielmo X d'Aquitania    |                               |  |  |       |  |  |                      |  |  |                     |  |
|                          |                    | Aénor di Châtellerault     | Aimery I di Châtellerault     |  |  |       |  |  |                      |  |  |                     |  |
|                          |                    | Aénor di Châtellerault     | Aimery I di Châtellerault     |  |  |       |  |  |                      |  |  |                     |  |
|                          |                    | Aénor di Châtellerault     | Dangereuse de l'Isle Bouchard |  |  |       |  |  |                      |  |  |                     |  |
|                          |                    | Aénor di Châtellerault     |                               |  |  |       |  |  |                      |  |  |                     |  |